# Nathan Clarke (Fußballspieler)
Nathan Clarke (* 30. November 1983 in Halifax) ist ein ehemaliger englischer Fußballspieler. Sein jüngerer Bruder Tom ist ebenfalls ein professioneller Fußballspieler.

## Karriere
Der Abwehrspieler startete seine aktive Laufbahn in der Jugendakademie bei Huddersfield Town. Nachdem er im August 2001 seinen ersten Profivertrag unterzeichnet hatte, debütierte Clarke am 8. September im Auswärtsspiel bei Stoke City für die Terriers. Eine Woche später gelang dem Abwehrspieler im Heimspiel gegen den FC Blackpool sein erster Torerfolg. In der 18. Minute traf er zum 1:0-Führungstreffer für Huddersfield, doch die Partie endete schließlich mit einer 2:4-Niederlage. Dabei erzielte Brett Ormerod drei Treffer für Blackpool. In seiner Debütsaison bildete er zumeist mit Gareth Evans das Innenverteidiger-Duo. Zum Saisonende 2001/02 erreichte er mit dem Verein den sechsten Rang in der Football League Second Division und qualifizierte sich somit für die Play-offs. Nachdem das Heimspiel gegen den FC Brentford torlos endete, verlor die Mannschaft im Rückspiel mit 1:2 und verfehlte den möglichen Aufstieg.
Clarke verpasste den Beginn der folgenden Spielzeit aufgrund einer Knieverletzung und musste sich einer Operation unterziehen. Im November 2002 gab er in einem Freundschaftsspiel gegen Newcastle United sein Comeback, als er die komplette Partie durchspielte. Nachdem er bis zum Saisonende lediglich drei Partien für Huddersfield Town absolviert hatte, gelang dem Verteidiger in der Spielzeit 2003/04 erneut der Sprung in die Stammelf. Zusammen mit David Mirfin, Anthony Lloyd und Efetobore Sodje bildete er die Viererkette der Terriers. Cheftrainer Peter Jackson bemühte sich in der Folge, Clarke zur Erneuerung seines auslaufenden Vertrages zu bewegen, den er im Dezember 2003 schließlich bis Ende Juni 2005 verlängerte. Mit dem inzwischen in die viertklassige Football League Third Division abgestiegenen Verein setzte er sich im Verlauf der Saison an den oberen Rängen fest. Am 13. Dezember 2003 wurde er im Auswärtsspiel bei Macclesfield Town nach einem Foulspiel des Feldes verwiesen, die Partie endete mit einem 4:0-Sieg für Macclesfield.
Zum Saisonende sicherte sich die Mannschaft schließlich den Aufstieg in die nächsthöhere Liga. Mit dem Erreichen des neunten Platzes in der Saison 2004/05 verfehlte Clarke mit der Mannschaft den Einzug in die Play-offs nur knapp. Im Folgejahr gelang die Qualifikation für die Play-offs, in denen Huddersfield Town im Halbfinale auf den FC Barnsley traf und in zwei Partien knapp unterlag. Nachdem der Aufstieg in die Football League Championship verfehlt wurde, platzierte sich die Mannschaft in der Saison 2006/07 stattdessen auf einem gesicherten Mittelfeldrang. In der folgenden Spielzeit zählte Clarke gemeinsam mit Malvin Kamara, Frank Sinclair, Joe Skarz und Robbie Williams zu den Leistungsträgern der Defensive bei den Terriers. Die zwei folgenden Jahre endeten mit Platzierungen in der oberen Tabellenhälfte, für die Teilnahme an den Play-offs reichte es jedoch nicht.
Im Februar 2009 einigte sich Clarke mit dem Verein auf eine vorzeitige Vertragsverlängerung und unterzeichnete einen bis Ende Juni 2012 befristeten Vertrag. Zuvor gelang es ihm unter dem drei Monate zuvor neuverpflichteten Cheftrainer Lee Clarke seit dessen Amtsantritt alle Partien zu absolvieren. In der Saison 2009/10 wurde die Abwehrreihe mit Lee Peltier und Peter Clarke verstärkt, die Nathan Clarke in der Folge aus der Stammelf verdrängten. Zum Saisonende gelang der Einzug in die Play-offs, in denen die Mannschaft in zwei Partien gegen den FC Millwall verlor. Im Juli 2010 zog sich der Abwehrspieler eine Verletzung zu, die ihn für rund zehn Wochen außer Gefecht setzt.